# أوغستينا ألبرتاريو
أوغستينا ألبرتاريو (مواليد 1 يناير 1993) هي لاعبة هوكي حقل أرجنتينية، حصلت على الميدالية الفضية مع منتخب الأرجنتين في أولمبياد 2020.

## روابط خارجية
- أوغستينا ألبرتاريو على موقع الاتحاد الدولي للهوكي (الإنجليزية)
- أوغستينا ألبرتاريو على موقع اللجنة الأولمبية الدولية (الإنجليزية)
- أوغستينا ألبرتاريو على موقع أوليمبيديا (الإنجليزية)
- أوغستينا ألبرتاريو على موقع اللجنة الأولمبية الأرجنتينية (الإسبانية)